# Městský hřbitov v Jáchymově
Městský hřbitov v Jáchymově je hřbitov situovaný ve svahu mezi ulicemi Bělohorská a Havlíčkova, východně a jižně od kostela Všech svatých, od něhož je oddělen ohradními zdmi s branami. 

## Části hřbitova
Hřbitov sestává ze tří částí, oddělených zdmi. Nejstarší část těsně obklopovala kostel, byla zrušena v 19. století, část cenných náhrobků přenesena do kostela a osazena ke stěnám. Druhá a největší plocha hřbitova vznikla také po roce 1530, ale jižně od kostela, je od něj oddělena asfaltovou cestou, má vysokou ohradní zeď se dvěma vstupními branami a kaplí. Její druhá část (vzniklá rozšířením asi v 19. století) se dosud z malé části užívá, větší část je rozchvácena a na zpola zasypaných hrobových místech chybí náhrobní desky; další hroby jsou u zdi na hromadě. Třetí část hřbitova, situovanou severovýchodně od kostela, tvoří rozptylová loučka s kolumbáriem, vyvýšená tím, že byla nasypaná k reliktu ohradní zdi někdejšího špitálu, zbořeného mezi léty 1958–1961. Je udržovaná a na severní straně ohraničená stromy.
Všechny jmenované části hřbitova patří k areálu, který je od roku 1964 chráněnou památkou, zapsanou pod rejstříkovým číslem ÚSKP 23177/4-833.

## Významné hroby
Podle R. Schmidta bylo v roce 1913 dobře dochováno několik nejstarších hrobů: při severní zdi hřbitova pískovcová deska hrobu purkmistra Štěpána Hockera (purkmistrem v letech 1538-1540), Barbary hospodyně Sebastiana Ravena, Georga Roslingera z roku 1545 a Barbary Habichové. Dále se připomíná nedochovaný pomník s urnou zahalenou v drapérii na hrobě Veroniky Makasyové z roku 1818, pomník Jana  a Barbory Mieslových a Marie Anny Schöflovy se sochou truchlící ženy. Ani jeden z těchto náhrobků se do roku 2023 nedochoval v poznatelném stavu. 
Pomník obětem fašismu z doby po roce 1945 je umístěn na rozptylové loučce.

## Galerie

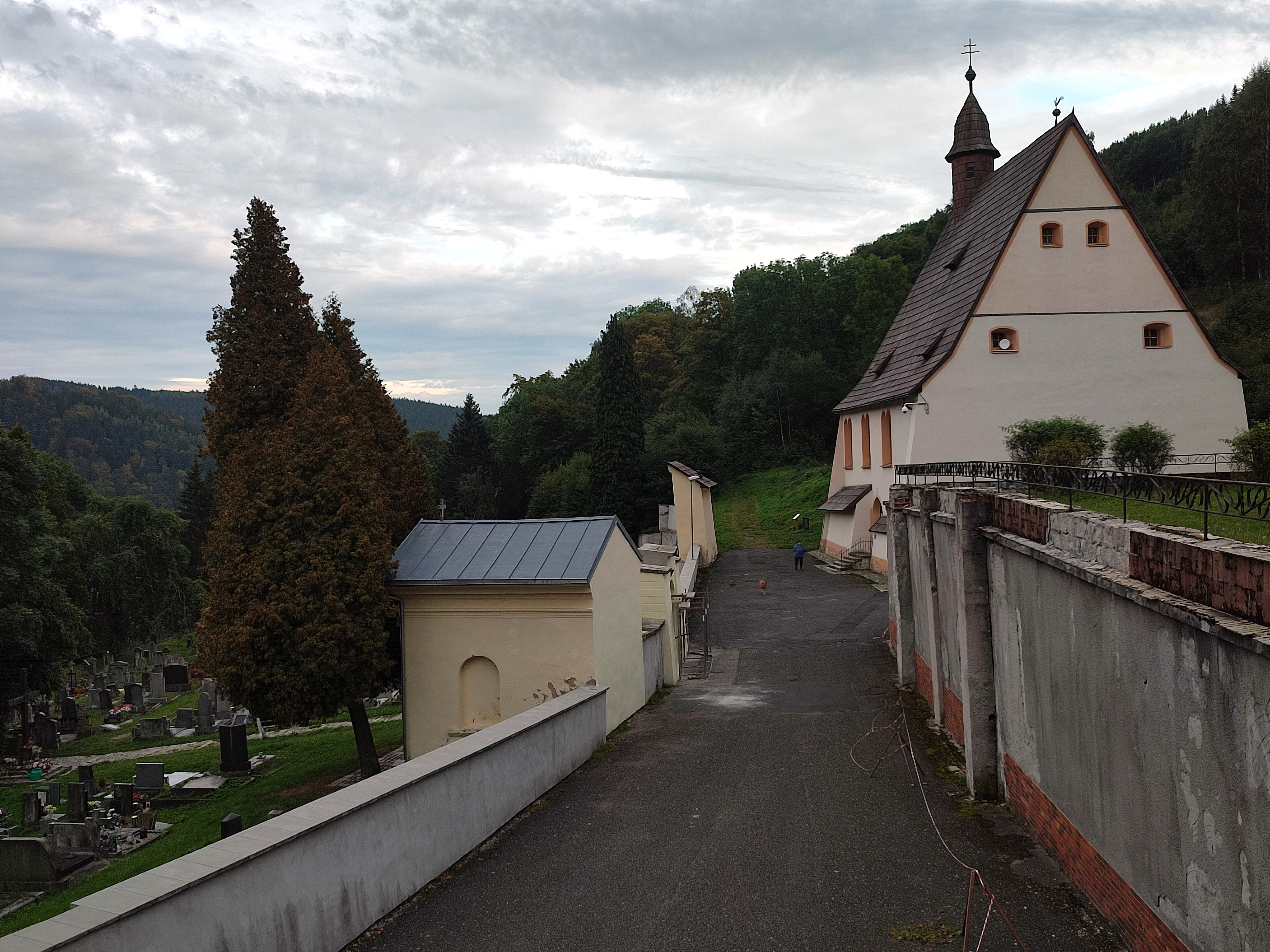
Cesta k bráně a kapli na hřbitově (2023)
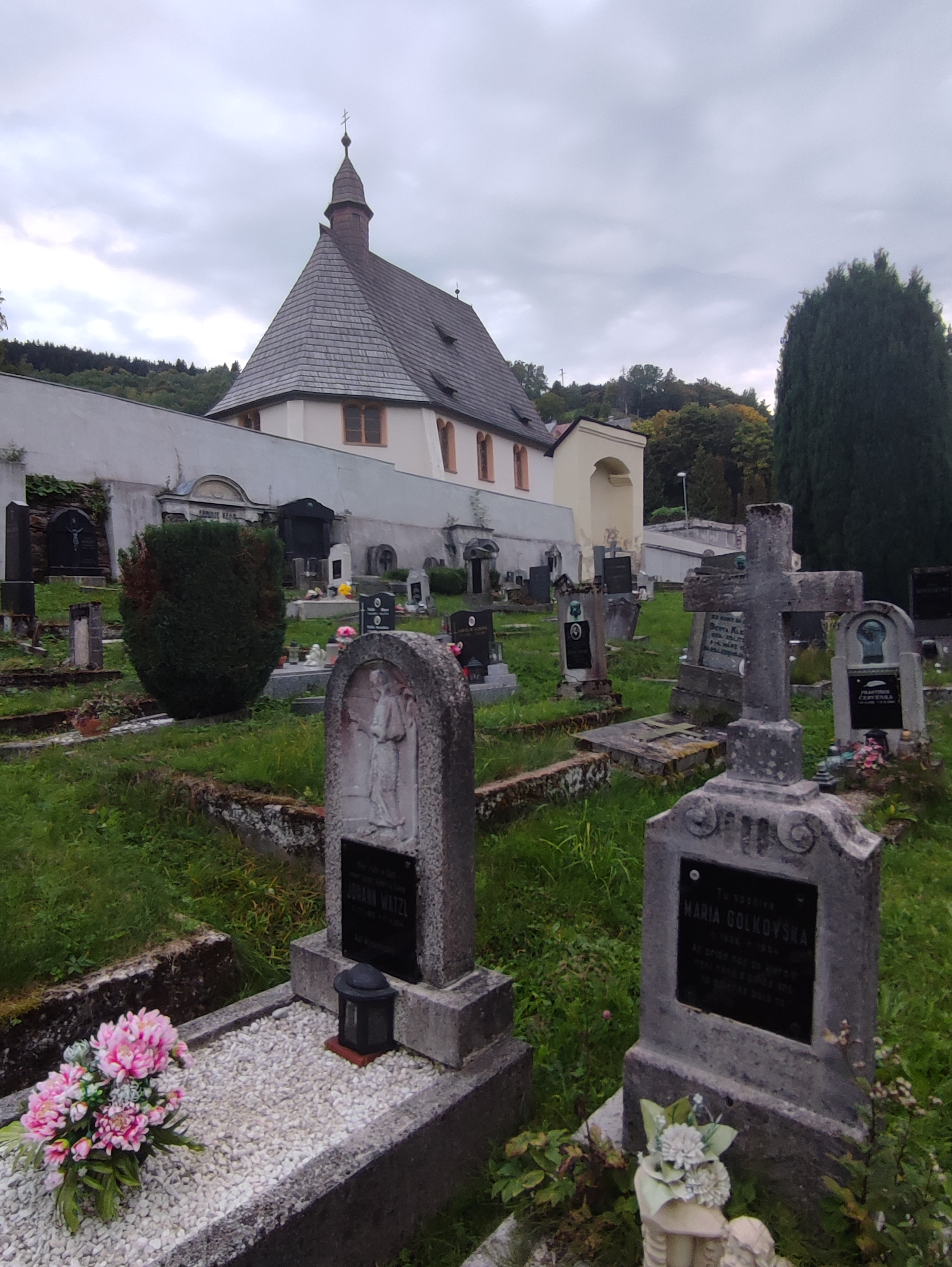
Pohled ke kostelu
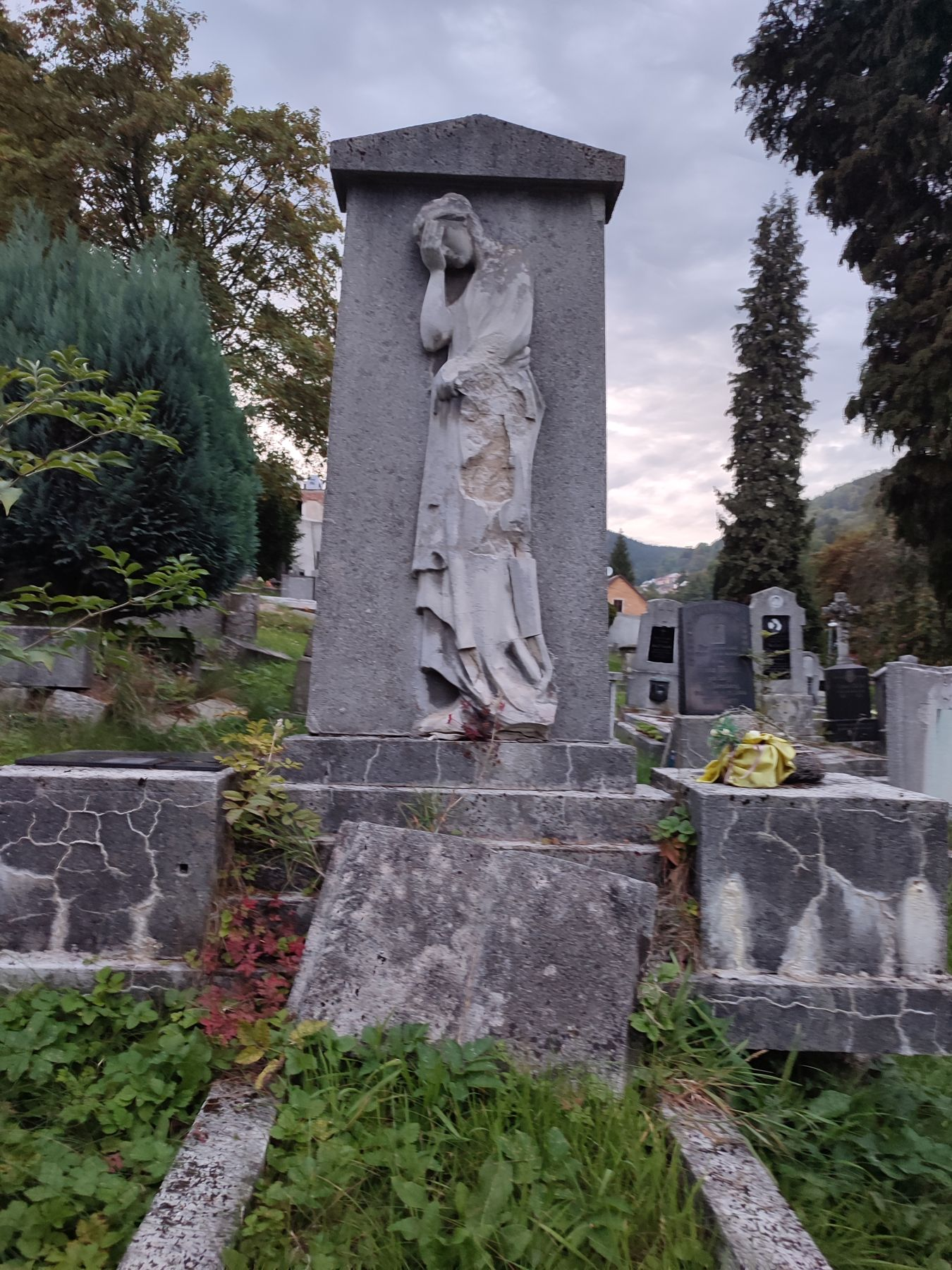
Hřbitov (2023)
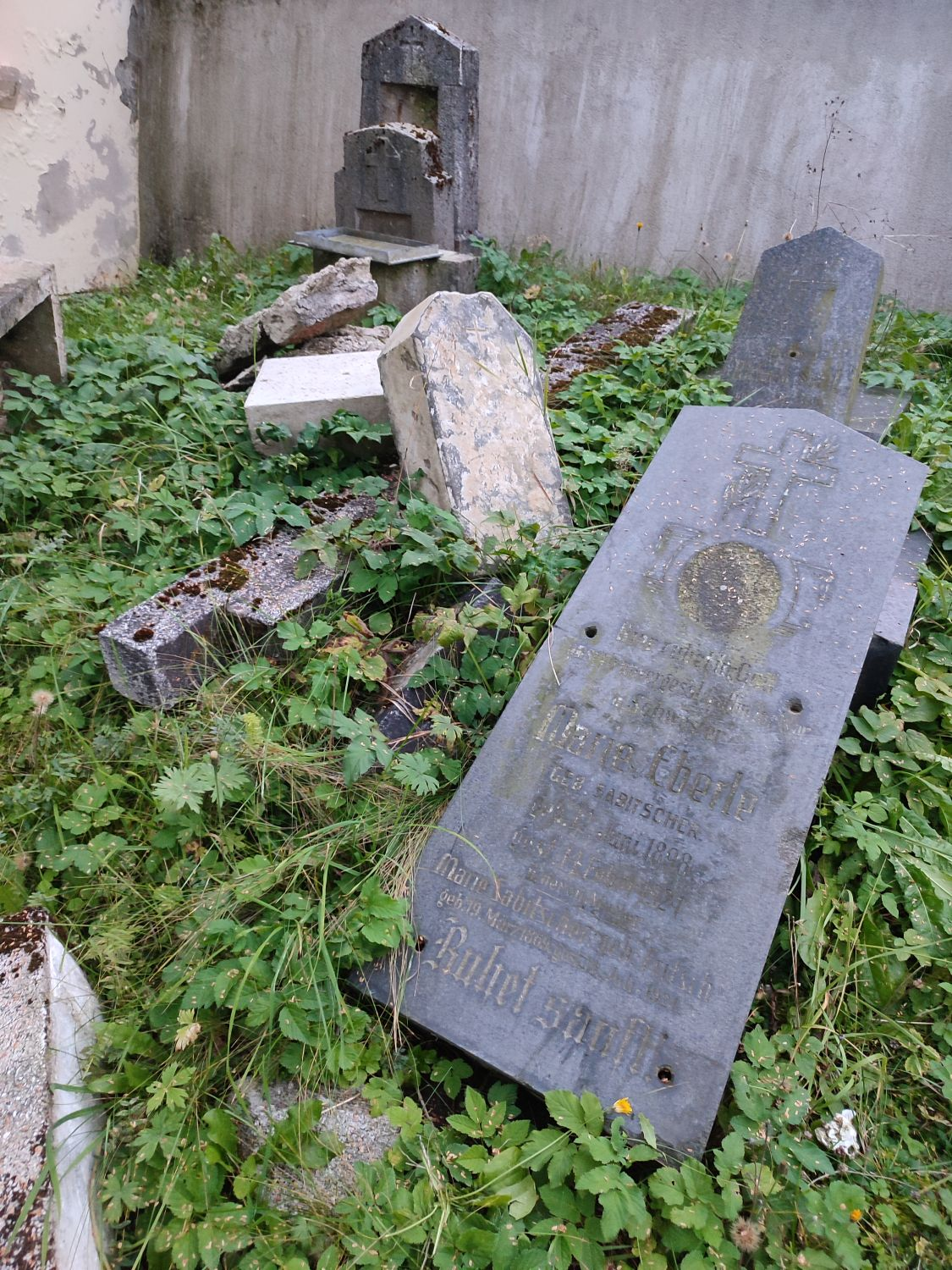
Hroby z 19. století
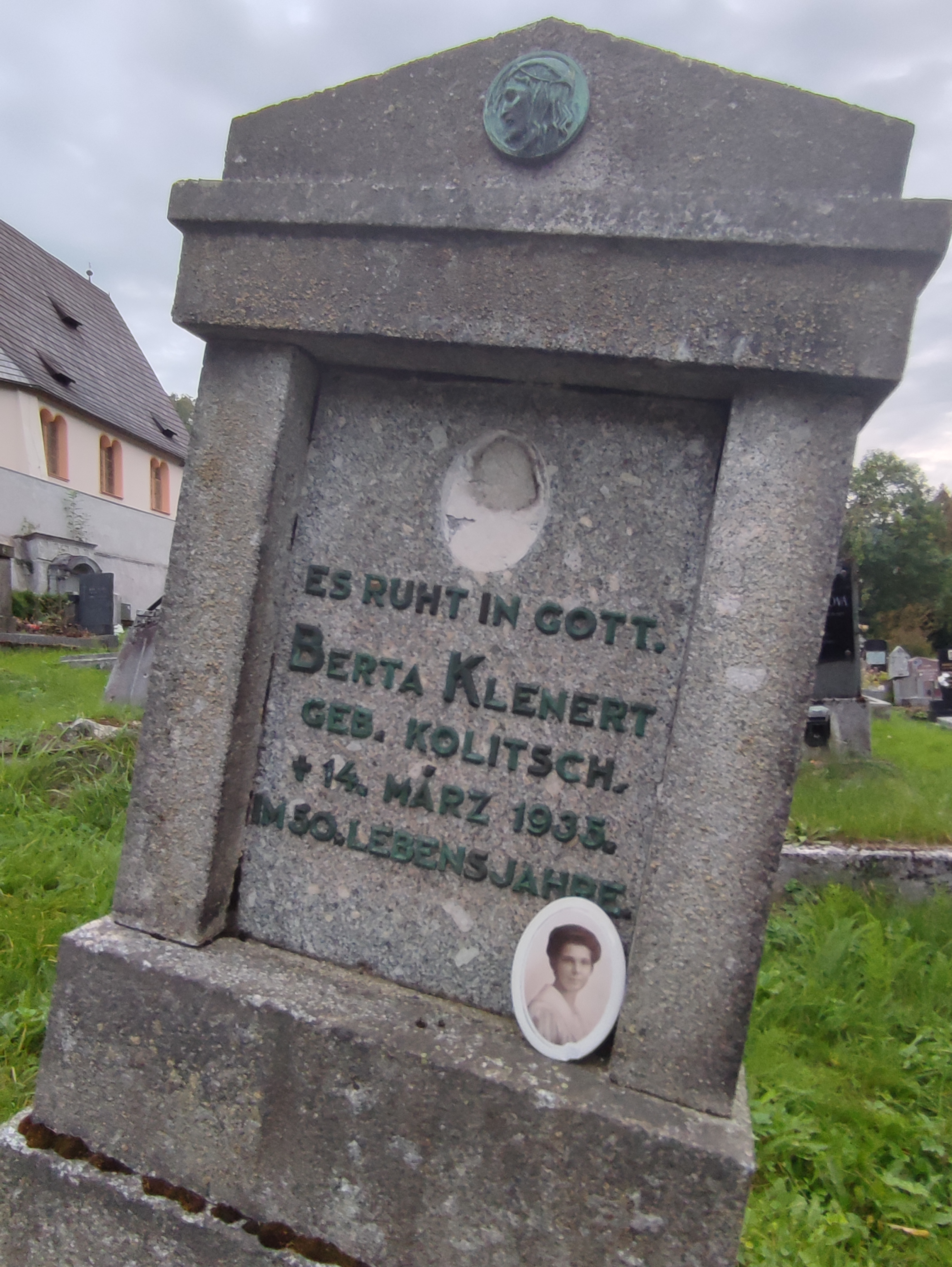
Hrob z přelomu století
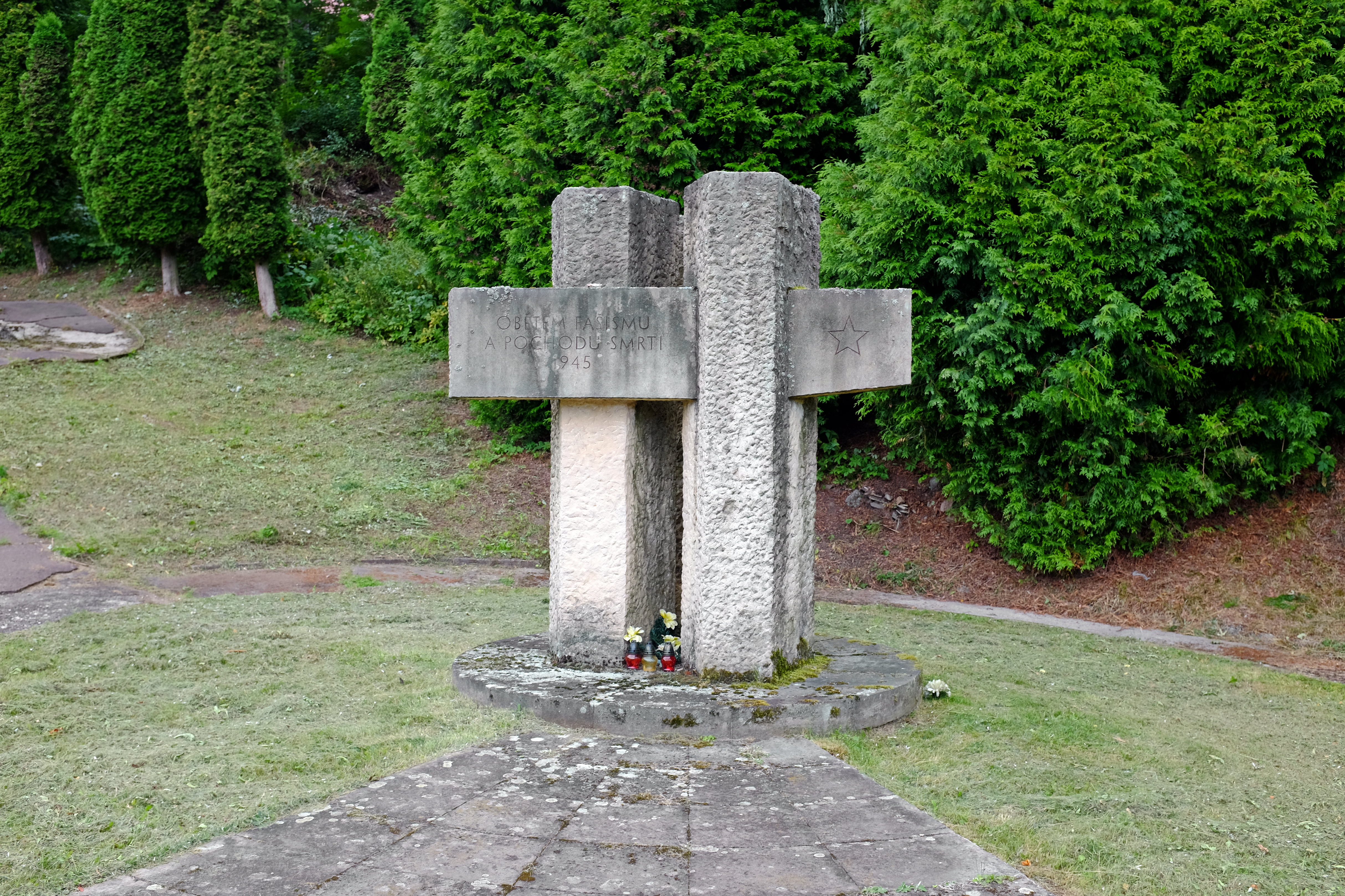
Pomník obětem fašismu